# Титенко, Анжела Анатольевна
Анжела Анатольевна Титенко (род. 27 февраля 1993, Ладушкин, Калининградская область) — российская спортсменка, призёр чемпионата России по женской борьбе, мастер спорта России.

## Спортивные результаты
- Чемпионат России по женской борьбе 2015 года — ;
- Кубок России 2012 года — .